# Liste der Biografien/Peterm
Liste der Biografien |
Portal Biografien |
Personensuche
# |
A |
B |
C |
D |
E |
F |
G |
H |
I |
J |
K |
L |
M |
N |
O |
P |
Q |
R |
S |
T |
U |
V |
W |
X |
Y |
Z |
?
 
Pa |
Pc |
Pe |
Pf |
Ph |
Pi |
Pj |
Pk |
Pl |
Pm |
Pn |
Po |
Pr |
Ps |
Pt |
Pu |
Pv |
Pw |
Py
 
Pea |
Peb |
Pec |
Ped |
Pee |
Pef |
Peg |
Peh |
Pei |
Pej |
Pek |
Pel |
Pem |
Pen |
Peo |
Pep |
Peq |
Per |
Pes |
Pet |
Peu |
Pev |
Pew |
Pex |
Pey |
Pez
 
Peta |
Petc |
Pete |
Peth |
Peti |
Petj |
Petk |
Petl |
Petm |
Peto |
Petr |
Pets |
Pett |
Petu |
Petw |
Pety |
Petz
 
Petea |
Petec |
Petei |
Petek |
Petel |
Peten |
Peter |
Petes
 
Peter, A |
Peter, B |
Peter, C |
Peter, D |
Peter, E |
Peter, F |
Peter, G |
Peter, H |
Peter, I |
Peter, J |
Peter, K |
Peter, L |
Peter, M |
Peter, N |
Peter, O |
Peter, P |
Peter, R |
Peter, S |
Peter, T |
Peter, U |
Peter, V |
Peter, W |
Peter, Y |
Peter, Z |
Petera |
Peterb |
Peterd |
Petere |
Peterf |
Peterh |
Peteri |
Peterk |
Peterl |
Peterm |
Petern |
Peters |
Petery |
Peterz
Die Liste der Biografien führt alle Personen auf, die in der deutschsprachigen Wikipedia einen Artikel haben. Dieses ist eine Teilliste mit 50 Einträgen von Personen, deren Namen mit den Buchstaben „Peterm“ beginnt.

## Peterm

### Peterma
- Petermair, Hans (1904–1984), österreichischer Architekt und Denkmalpfleger
- Peterman, Alexis, britische Schauspielerin, Synchronsprecherin und Model
- Peterman, Dan (* 1960), US-amerikanischer Installationskünstler
- Peterman, Donald (1932–2011), US-amerikanischer Kameramann
- Peterman, József (* 1947), ungarischer Radrennfahrer
- Peterman, Melissa (* 1971), US-amerikanische SchauspielerinMelissa Peterman (* 1971)

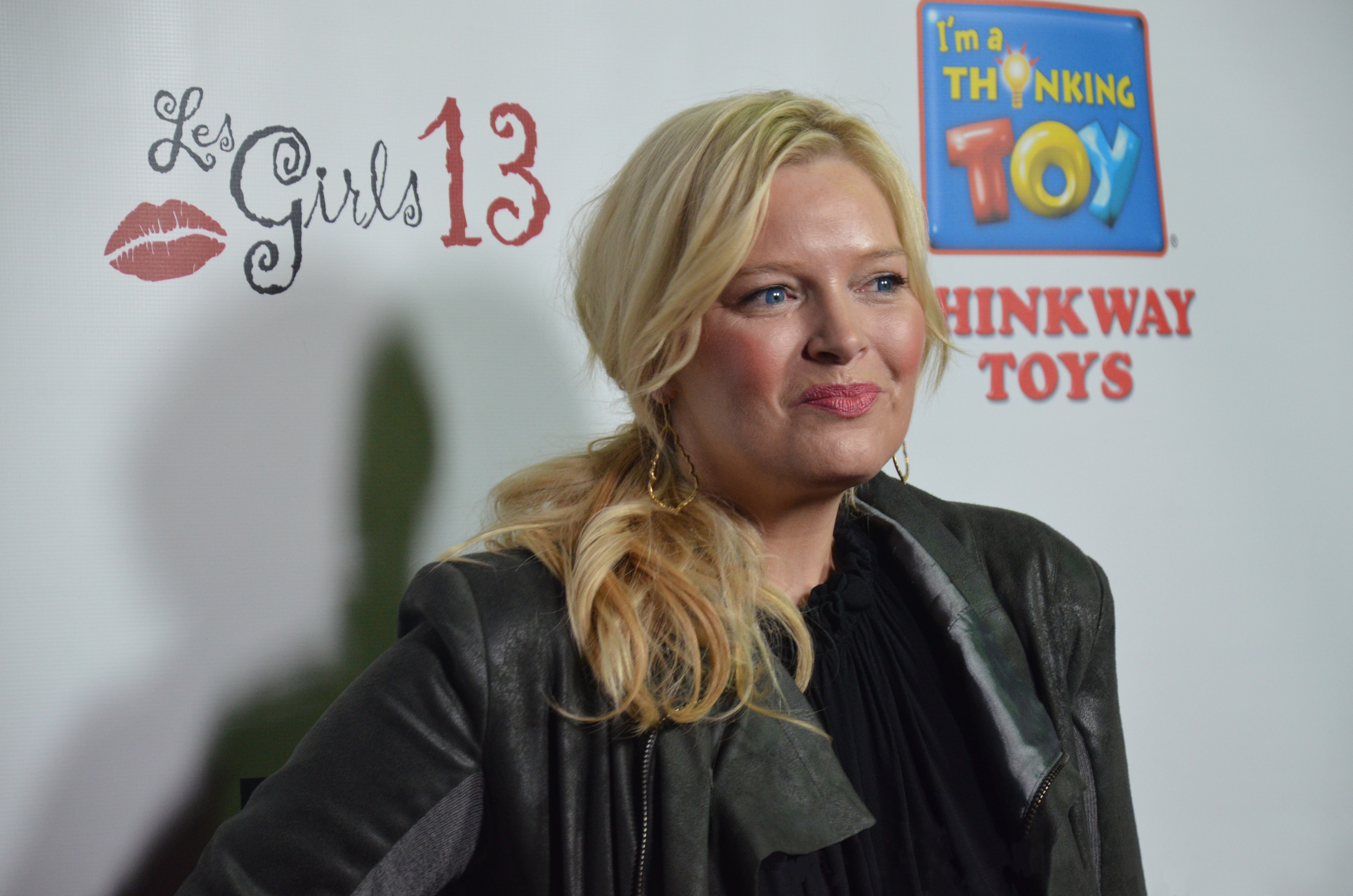
Melissa Peterman (* 1971)

- Peterman, Nathan (* 1994), US-amerikanischer American-Football-Spieler auf der Position des Quarterbacks
- Petermandl, Hans (* 1933), österreichischer Pianist
- Petermann I. von Grünenberg, Ritter, Vogt in Rothenburg LU
- Petermann, André (1922–2011), Schweizer Physiker
- Petermann, Andreas († 1611), Kreuzkantor in Dresden (1561–1583)
- Petermann, Andreas (1649–1703), deutscher Mediziner
- Petermann, Andreas (* 1957), deutscher Radrennfahrer und Rad-Bundestrainer
- Petermann, August (1822–1878), deutscher Geograph und Kartograf
- Petermann, Axel (* 1952), deutscher Kriminalist, Fallanalytiker und Autor
- Petermann, Bartholomäus, Kreuzkantor (1589–1606)
- Petermann, Bernd (1927–2009), deutscher Anwalt und Politiker (CDU), MdL
- Petermann, Ernst (1889–1970), deutscher Schlagertexter und Humorist
- Petermann, Erwin (1904–1989), deutscher Kunsthistoriker und Museumsleiter
- Petermann, Felix (* 1984), deutscher Eishockeyspieler
- Petermann, Frank (* 1947), deutscher Schriftsteller
- Petermann, Franz (1953–2019), deutscher Psychologe, Hochschullehrer und Autor
- Petermann, Georg (1710–1792), deutscher evangelischer Theologe
- Petermann, Hedwig (1877–1968), deutsche Stilllebenmalerin und Grafikerin
- Petermann, Heinrich (1803–1864), Landwirt und Mitglied der kurhessischen Ständeversammlung
- Petermann, Heinz (1909–1972), deutscher Landwirt, Präsident des Raiffeisenverbandes in Hannover
- Petermann, Hermann (1827–1874), deutscher Gymnasiallehrer und Gymnasialdirektor
- Petermann, Hermann (1897–1977), deutscher Unternehmer und Politiker (NSDAP, FDP)
- Petermann, Horst (* 1944), deutsch-schweizerischer Koch
- Petermann, Jens (* 1963), deutscher Politiker (Die Linke), MdB
- Petermann, Johannes (1886–1961), deutscher Politiker (Zentrum, CDU), Oberbürgermeister von Osnabrück
- Petermann, Julius Heinrich (1801–1876), deutscher Orientalist
- Petermann, Karl (1807–1866), deutscher Richter; demokratischer Reformer in Mecklenburg-Strelitz
- Petermann, Karl (* 1821), deutscher Prediger und Politiker, MdL
- Petermann, Karl (1929–1983), deutscher Ingenieur und Wirtschaftsmanager
- Petermann, Karl Maximilian Wilhelm (1722–1794), deutscher Jurist und belletristischer Schriftsteller
- Petermann, Klaus (* 1951), deutscher Elektroingenieur
- Petermann, Kurt (1930–1984), deutscher Musik- und Tanzwissenschaftler
- Petermann, Lena (* 1994), deutsche FußballspielerinLena Petermann (* 1994)

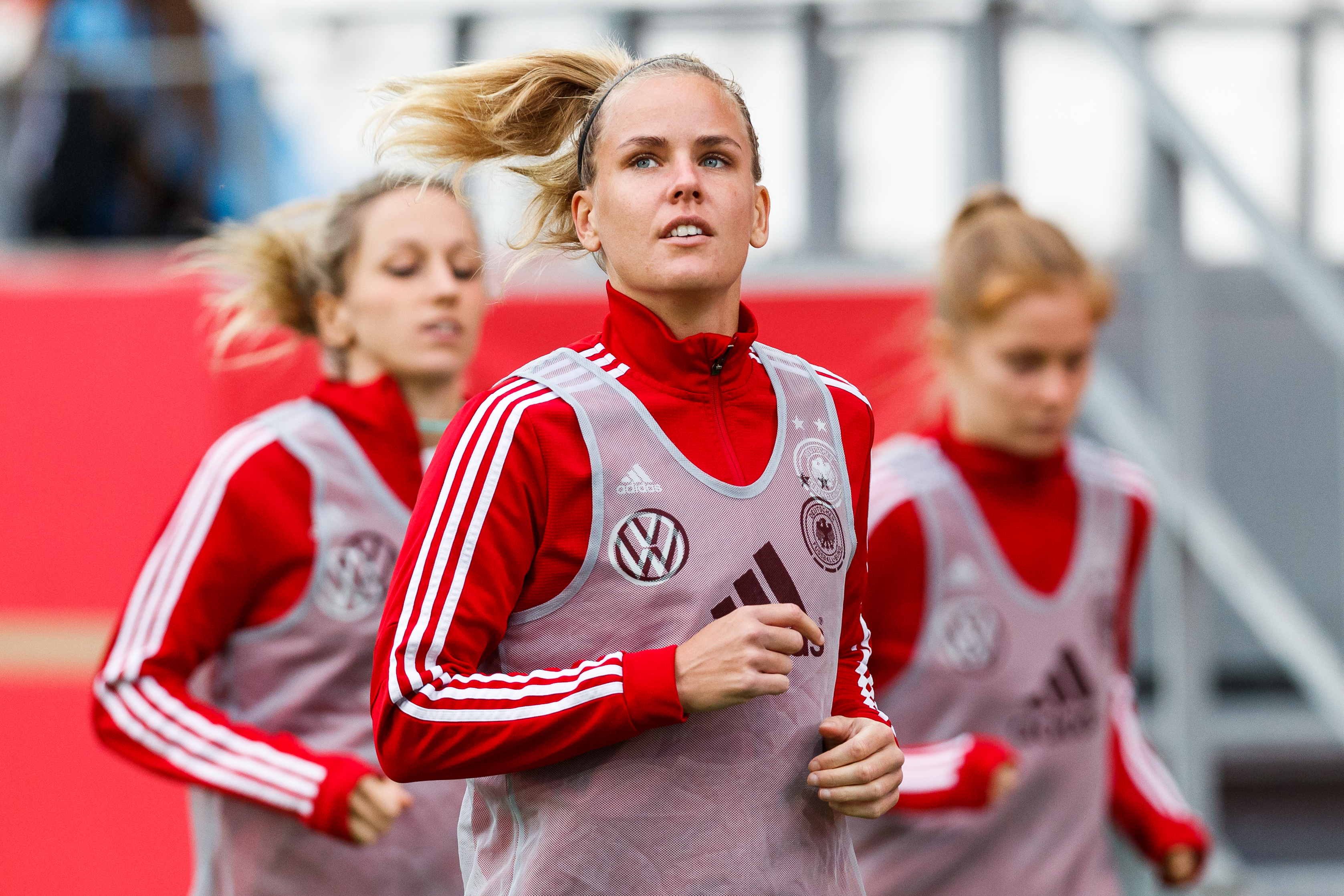
Lena Petermann (* 1994)

- Petermann, Mary Locke (1908–1975), US-amerikanische Chemikerin und Hochschullehrerin
- Petermann, Philip (* 1991), österreichischer Fußballtorwart
- Petermann, Reinhold (1925–2016), deutscher Bildhauer, Maler und Dichter
- Petermann, Roy (* 1957), deutscher Koch
- Petermann, Simon (* 1982), Schweizer Jazzmusiker (Posaune)
- Petermann, Stefan (* 1978), deutscher Autor
- Petermann, Ulrike (* 1954), deutsche Kinderpsychologin
- Petermann, Werner (1947–2025), deutscher Ethnologe, Lektor, Publizist, Autor und Übersetzer
- Petermann, Wilhelm Ludwig (1806–1855), deutscher Botaniker
- Petermann, Wolfgang (* 1919), deutscher Kaufmann und Politiker (NDPD), MdV

### Petermi
- Petermichl, Stefanie (* 1971), deutsche Mathematikerin